# Rocaille (jardinage)
Pour les articles homonymes, voir Rocaille.

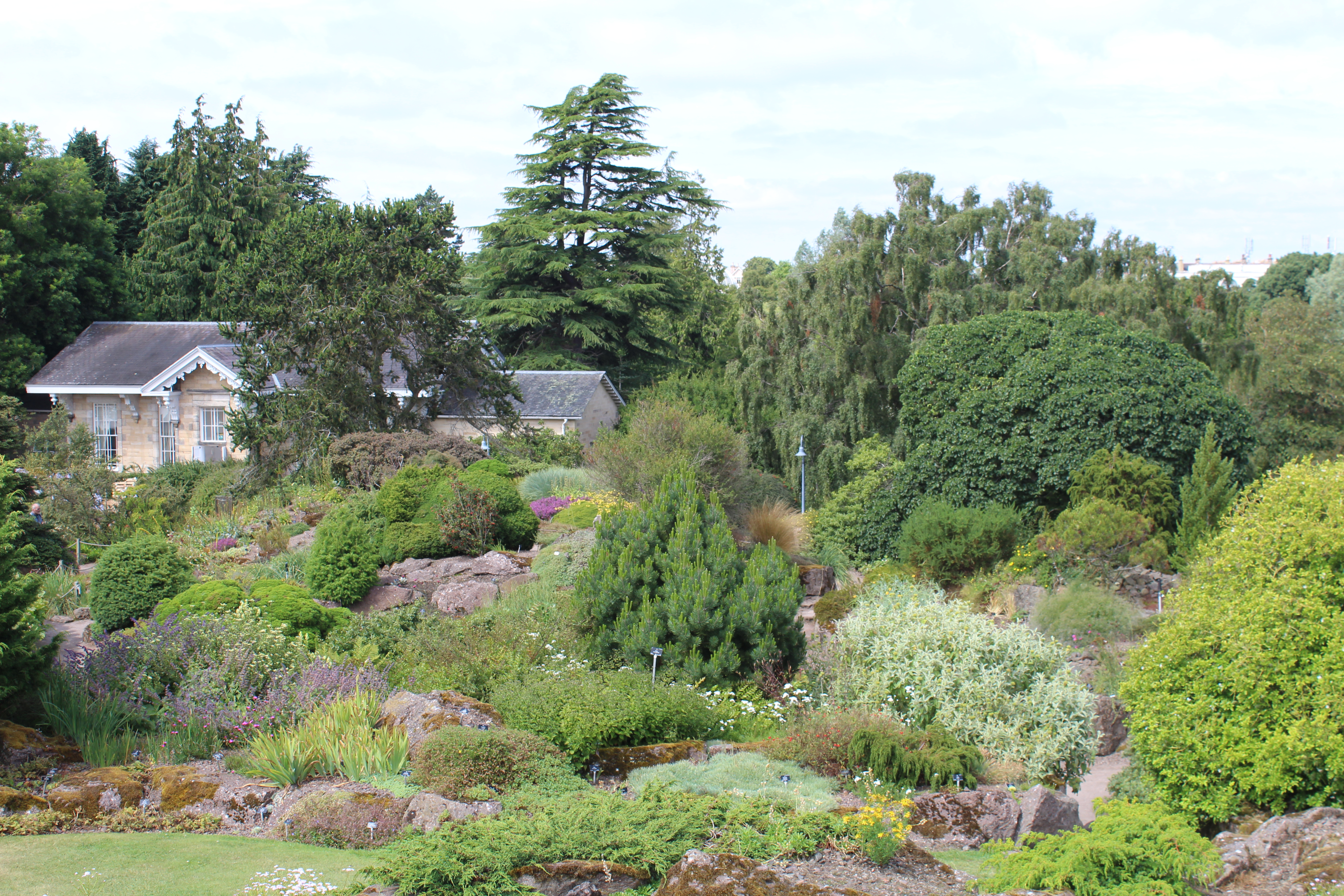
Rocaille au jardin botanique royal d'Édimbourg.

Une rocaille est un jardin ou partie de jardin qui copie de manière architecturale et horticole les sites naturels de montagne. Elle peut être étendue ou petite, en pente ou en à plat. Elle peut se faire dans un escalier.

## Matériaux
On utilise des rochers, des plaques d'ardoises, des dalles, des galets, des pierres volcaniques. Ils peuvent être assemblés par du ciment dissimulé par des mousses et des végétaux.

## Végétaux
Pour compléter les plantes d'origine alpine, on peut utiliser des plantes vivaces basses ou hautes, comme des arbustes dit de montagne (rhododendron alpin, azalées, saule rampant), ou des grimpantes comme la Clématite alpine.

### Alpines
- Corbeille d'argent (Arabis alpina)
- Aster des Alpes (Aster Alpinus)
- Corbeille d'or (Aurinia Saxitalis)
- Bruyère alpine (Kramer rot) ou Erica
- Erinus Alpinus
- Les Gentianes fragiles calcifuges comme Gentiana verna, G. bavarica, G. brachypylla, G. imbricata, G. rostani et G. pyreneica peuvent être cultivées dans du sphagnum vivant[2].
- Phlox subulata

- Sedum alpestre

### Vivaces basses
- Ajuga reptens
- Aubrieta deltoidea
- Campanula muralis
- Sedum acre
- Sedum hirsutum[3]
- Serpolet

### Rampantes
Dans le genre Sedum, quelques plantes rampantes ou à rejets couchés :
- Sedum album

- Famille des Saxifragacées

## Implantation

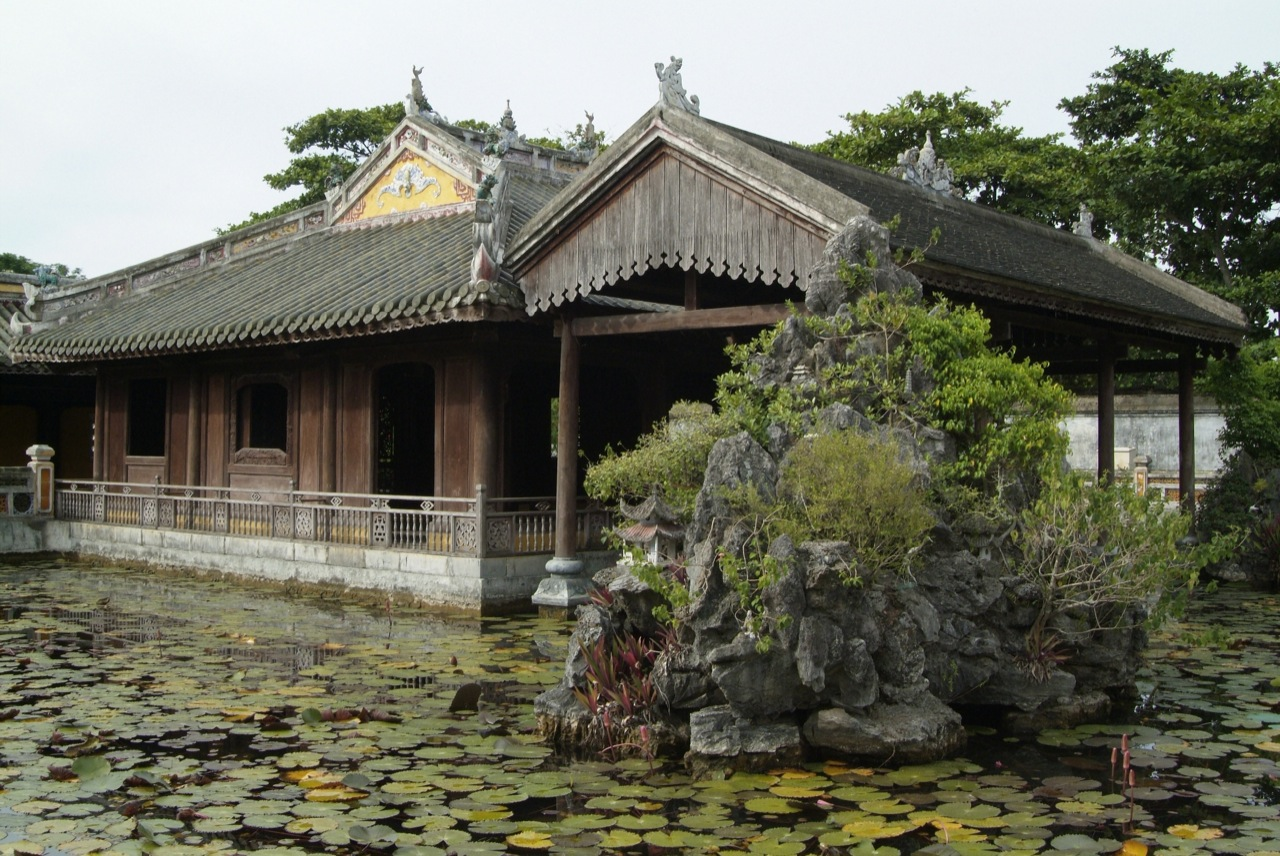
Rocaille dans un bassin du palais Diên Thọ de la cité impériale de Hué (Viêt Nam).

### Vivaces hautes
- Euphorbia characias
- Gentiana lutea
- Hysope

## Historique
Les rochers font partie des jardins d’Extrême-Orient. Les chinois auraient installé des rocailles plusieurs siècles avant notre ère, suivis par des japonais. En 1743 un missionnaire français décrit des jardins de l'empereur de Chine à Pékin. Il s'étonne que les pierres soient placées de façon irrégulière, à première vue sauvage mais avec art, pour imiter la nature. Toutes sortes d'herbes et arbustes poussent sur les roches. Dans les jardins japonais, les rochers sont placés de façon à évoquer des significations.
En Angleterre  au XVIIIe siècle apparaît une tendance vers moins de rigidité que les jardins français de l'époque. Cette évolution est soutenue par les sociétés d'horticulture, les expositions et les prix qui stimulent l'intérêt pour les nouveautés.
Au XIXe siècle les touristes se pressent pour découvrir la végétation dans les montagnes du Valais. En Angleterre, les rocailles sont à la mode ; des entreprises viennent récolter des plantes rares dans les Alpes de sorte que des espèces sont menacées. Une association de protection des plantes est fondée à Genève. Le but est de créer des jardins alpins, où les espèces menacées seront protégées et multipliées. La Société Murithienne du Valais crée de 1887 à 1889 les jardins de Sion, Zermatt, du Grand-Saint-Bernard et La Linnaea à Bourg-Saint-Pierre.

### Flore alpine
Les rocailles plantées en 1904 sont la partie la plus ancienne du jardin botanique de Genève. Construites sur le modèle des zones alpines, 110 rocailles accueillent des taxons en provenance du monde entier sur une surface d’un hectare. Elles sont réparties par secteurs géographiques et sont bien placées parmi les priorités des Conservatoire et Jardin botaniques de Genève : flore de Corse, flore des Alpes, flore de Suisse, plantes menacées de Suisse, et plantes des rocailles.